# 田邊元
田辺 元（たなべ はじめ、1885年（明治18年）2月3日 - 1962年（昭和37年）4月29日）は、日本の哲学者。旧字体で表記した場合は田邊 元。西田幾多郎とともに京都学派を代表する思想家。京都大学名誉教授。1947年帝国学士院会員、1950年文化勲章受章。

## 経歴
東京に生まれる。父は、東京の開成中学校の校長を務め、逗子開成や鎌倉女学院を設立した田辺新之助である。弟は黒田清輝に学んだ東京美術学校教授の田邊至である。ピエール・ベール著作集の翻訳などで知られる東京都立大学教授、仏文学者の野沢協は甥である。なお、田邊の妻・千代（海軍教授・蘆野敬三郎娘）は藤村操の従姉妹である。したがって田邊がのちに対決することになる西田幾多郎の最初の全集の編者に名を連ねている安倍能成と田邊は、義理の従兄弟同士となる。安倍は藤村の妹を妻としているからである。
東京帝国大学理科に入学後、文科哲学科に転科し、卒業した。転科には、同様の軌跡を辿った一高時代の狩野亨吉校長に相談にのってもらった。1913年、沢柳政太郎総長下の東北帝国大学講師に就任した。1916年、19歳の蘆野千代と結婚した。1918年「数理哲学研究」で博士号を取得した。翌年京都帝国大学教授の西田幾多郎は、みずからの後継者として田辺を京大に招聘して助教授として迎え入れた。田辺の処女論文1910年「措定判断に就いて」には既に西田哲学の影響が見えるという意見がある。その第2論文1913年「物理学的認識に於ける記載の意義」からは、西田哲学への明示的言及が始まる。西田の『善の研究』が書籍として出版（1911年）される以前、その思想が専門誌で発表されたばかりの時期に田辺の処女論文は出版されているので、田辺は西田哲学の最初の理解者の1人といえる。1922年から1923年まで文部省在外研究員としてドイツに留学し、フッサールやハイデガー、オスカー・ベッカーなどと交流した。1924年1月に帰朝した。
1945年3月京都大学教授を退官し、終戦間際の7月に浅間山北麓の群馬県吾妻郡長野原町北軽井沢に病妻を抱えて移住し、以後ほとんど当地で隠遁的生活を送り、1950年の文化勲章受章の際さえ代理で済ませた。皇居での授与式、御陪食の欠席は、公式には病気のためとされていた。寒冷地での健康を心配した門下生の下村寅太郎と唐木順三が温暖な箱根への転地を勧めても、固辞した。弟子の高山岩男が隠遁の理由を直接尋ねたところ、「下界に下りてアメリカ兵や敗戦後の日本人の頽廃を見るのが耐えられぬこと」、「帝国大学教授として日本を悲運に導いた応分の責任を感じ、この責任を感じれば感ずるほど、畳の上で楽な往生を遂げる資格はない」と考えたからであると答えた。
1948年『懺悔道としての哲学』を発表した際には、日本の戦争責任を懺悔道という捉えようのない普遍の中に解消してしまったとの批判もあった。
1951年『ヴァレリイの藝術哲学』を筑摩書房から刊行した。同年、高山岩男が『場所的論理と呼応の原理』(高山岩男 1976)を刊行し、田辺に献本したところ、書簡で「感謝感激を禁ずることができず、眼頭が熱くなるのを覚えました」と絶賛した。同年、妻が死去した。
1952年には長野県の小、中学校教員で組織する信州哲学会のために「哲学入門」を講義し、それを書籍化したものが20万部を超えるベストセラーとなった。
晩年、同じく北軽井沢に山荘を持ち、田辺夫妻と交流のあった作家の野上弥生子と密かな恋愛関係にあった。65歳から約10年間続いたその往復書簡300通余りが岩波書店から刊行されている。田辺の弟子に辻村公一、高山岩男、唐木順三、土井虎賀寿などがいる。
脳軟化症で倒れて入院し、1年余り闘病の末、77歳で死去。子供はなく、自宅、敷地、大半の蔵書が群馬大学に寄贈された。群馬大学北軽井沢研修所（田辺記念館）敷地に墓碑がある。

## 思想
数理・科学関係の著作が目立ったドイツ留学以前の前期では、新カント派、特にマールブルグ学派、ヘルマン・コーエンの微分の哲学の影響を強く受けたが、新カント派の論理主義には反対し直観を重視する。処女作以来、西田哲学の影響が見られることも、その現れである。
留学中は特に『存在と時間』で一躍有名になる前のハイデガーに個人教授を依頼し交友した。後に『存在と時間』に登場するハイデガーの前期思想を最初に日本に紹介したのは田辺である。
ドイツ留学後は、カントの目的論を通して、弁証法研究を開始する。最初、新カント派の哲学で弁証法を理解しようとして挫折し、その結果、弁証法を自分の哲学の中心に据えることとなる。その弁証法はヘーゲル、マルクスの弁証法の欠点を乗り越えたとして絶対弁証法と呼ばれた。また、このころから西田哲学を厳しく批判し始める。
絶対弁証法の立場を得た後は、それを基礎に、社会存在の論理である「種の論理」の建設に着手。しかし、本来は国家を第一原理にしつつも、国家の暴走を防ぐための哲学であった種の論理は、次第に国家主義的傾向を持ち始め、田辺は、後にこれに悩み一時著作・論文の発表がほぼなくなる。そして、昭和19年の京都帝国大学最後の年の特殊講義と退官講演において、自己の力、そして哲学的理性一般の限界を批判する、懺悔道の哲学が登場し、その哲学は段々と宗教的傾向が強くなる。
懺悔道以後の哲学はハイデガー哲学との対決を意図して展開されたが、その中で、「数理の歴史主義展開 数学基礎論覚書」(1954)、「理論物理学新方法論提説 理論物理学の方法としての複素変数函数論の必然性と、その位相学的性格」(1955)、「相対性理論の弁証法」(1955)を発表。数理の歴史主義展開の後記、全集12巻の西谷啓治の解説にあるように、これらはハイデガー哲学との対決の結果生まれたものである。田辺は、ハイデガー哲学は前期から大きく変化したが、その変化の傾向に弁証法的な自覚がないとして批判した（数理の歴史主義展開、後記）。他にポール・ヴァレリー論やマラルメ論も執筆したが、これらの文学論も、ハイデガー哲学との対決を意図する研究の一環であった（『数理の歴史主義展開』後記）。マラルメ論の執筆にあたっては、筑摩書房の編集者井上達三が、フランス文学者でヴァレリー研究者の佐藤正彰の教示をうけ、田邉にモーリス・ブランショ『文学空間』の原著を届け、田邉はこれを精読し、大変影響を受けたという。

## エピソード
- 1933年、文部省による滝川幸辰京大法学部教授の免官処分に抗議して、法学部の全教官が辞表を提出する動きを見せると、田辺は文学部教授の中で小島祐馬（支那哲学）とともにこれに同調し、学問の自由と大学の自治を守る運動を起こしていた久野収ら学生を励ました。
- 弟子の家族には物心両面の心配りを見せる一方、家庭では気難しく、規則正しい時間厳守の日常生活を送った。気に入らないことがあれば膳が庭に飛び、嫌いなものは煮炊きも禁じる[10]、風呂の湯加減は温度計で41 - 42度を指していなければならないという厳しさだった[11]。千代夫人は田辺の勉強の邪魔にならないよう、押入れでレコードを聴くありさまで、息をつめるような生活ぶりであった[12]。
- 没後全集を刊行した筑摩書房とは縁が深く、妻の千代が1951年に亡くなった際、田辺は筑摩に葬式饅頭の手配を依頼している。本郷の「藤むら」で作らせることのほか、楕円形で長いほうは三寸四分とし、個数も指定した。社内にはそこまで大きな葬式饅頭は必要ないという意見もあったが、指示通りのものを用意して届けると、田辺は子どものように喜んだという。特に編集者であった井上達三（のちに同社会長）は、田辺の注文・依頼に忠実に応えたことから、生前に著作権譲渡の意思まで示されたが、固辞している[13]。
- 森於菟は、留学先のベルリンで、東大名誉教授であった於菟の叔父（父鷗外の妹喜美子の夫）小金井良精からのローマ字綴りの電報によって、父鷗外の死を知った。 「私は、この時同船で来た京大文学部教授田辺元博士と同じ下宿に居り、寝室だけ隣で、食事は同室でとるという仲であったが、私を慰問してくれた最初の人が田辺さんで、「悲しみに会った時はできるだけ悲しんで、悲しみの底から立上がるがよい」と忠告してくれたことを忘れない」という言葉を残している。『砂に書かれた記録』（『父親としての森鷗外』所収）

## 年譜
- 1885年 - 東京に生まれる
- 1904年 - 府立四中（現在の戸山高校）を経て第一高等学校理科を首席で卒業し、東京帝国大学理科大学数学科に入学
- 1908年 - 東京帝国大学文科大学哲学科卒業
- 1913年 - 東北帝国大学理学部講師に就任
- 1916年 - アンリ・ポアンカレの『科学の価値』を翻訳
- 1918年 - 京都帝国大学で『数理哲学研究』により文学博士号を取得
- 1919年 - 西田幾多郎の働きにより京都帝国大学文学部助教授に就任
- 1922年 - ドイツに留学しエドムント・フッサール、マルティン・ハイデッガーと交流
- 1927年 - 京都帝国大学文学部教授に就任
- 1928年 - マックス・プランクの『物理学的世界像の統一』を翻訳
- 1935年 - 『種の論理と世界図式』を発表
- 1945年 - 京都帝国大学文学部教授退官
- 1946年 - 『懺悔道としての哲学』を出版
- 1957年 - フライブルク大学から名誉博士号を受ける
- 1962年4月29日 - 死去

## 著書
- 『最近の自然科学』（岩波書店） 1915、のち岩波書店哲学叢書 第2編 1920
- 『科学概論』（岩波書店） 1922
- 『カントの目的論』（岩波書店） 1924
- 『数理哲学研究』（岩波書店） 1925
- 『ヘーゲル哲学と弁証法』（岩波書店） 1932
- 『哲学通論』（岩波書店） 1933、のち新装改版 岩波全書 2005
- 『自然科学教育の両側面』（文部省思想局） 1937
- 『正法眼蔵の哲学私観』（岩波書店） 1939
- 『歴史的現実』（岩波書店） 1940
- 『哲学と科学との間』（岩波書店） 1942
- 『政治哲学の急務』（筑摩書房） 1946
- 『種の論理の弁証法』（秋田屋） 1947
- 『実存と愛と実践』（筑摩書房） 1947
- 『懺悔道としての哲学』（岩波書店） 1946
- 『キリスト教の弁証』（筑摩書房） 1948
- 『哲学入門 哲学の根本問題』（筑摩書房） 1949、のち筑摩叢書 1970
- 『哲学入門 補説 第1』（筑摩書房） 1949
- 『ヴァレリイの芸術哲学』（筑摩書房） 1951
- 『哲学入門 補説 第3』（筑摩書房） 1952
- 『数理の歴史主義展開 - 数学基礎論覚書』（筑摩書房） 1954
- 『理論物理学新方法論提説 - 理論物理学の方法としての複素変数函数論の必然性と、その位相学的性格』（筑摩書房） 1955
- 『相対性理論の弁証法』（筑摩書房） 1955
- 『マラルメ覚書』（筑摩書房） 1961

没後刊行
- 「田邊元全集」全15巻（筑摩書房） 1963 - 1964；編集委員は西谷啓治, 下村寅太郎, 唐木順三, 武内義範, 大島康正
  - 1巻『初期論文集』
  - 2巻『最近の自然科学、科学概論』
  - 3巻『カントの目的論、ヘーゲル哲学と弁証法、哲学通論』
  - 4巻『初期・中期論文集』
  - 5巻『中期論文集』
  - 6巻『「種の理論」論文集 I』
  - 7巻『「種の理論」論文集 II』
  - 8巻『時事論文集』
  - 9巻『懺悔道としての哲学、実存と愛と実践』
  - 10巻『キリスト教の弁証』
  - 11巻『哲学入門』
  - 12巻『科学哲学論文集』
  - 13巻『後期論文集、遺稿』
- 『現代日本思想大系23[14]』（田辺元、辻村公一編・解説、筑摩書房） 1965
- 『近代日本思想大系23[15]』（中埜肇編・解説、筑摩書房、田辺元集） 1975
- 『懺悔道としての哲学・死の哲学』（灯影舎、京都哲学撰書第3巻） 2000
- 『仏教と西欧哲学』（小坂国継編・解説、こぶし書房、こぶし文庫34） 2003
- 『種の論理 田辺元哲学選 1』（藤田正勝編・解説、岩波文庫） 2010.10
- 『懺悔道としての哲学 田辺元哲学選 2』（藤田正勝編・解説、岩波文庫） 2010.10
- 『哲学の根本問題・数理の歴史主義展開 田辺元哲学選 3』（藤田正勝編・解説、岩波文庫） 2010.11
- 『死の哲学 田辺元哲学選 4』（藤田正勝編・解説、岩波文庫） 2010.12
- 『歴史的現実』（田辺元、竹本智志編、紫洲書院） 2019

## 伝記・資料
- 『田邊元 思想と回想』（武内義範ほか編、筑摩書房） 1991
- 『田辺哲学とは』（西谷啓治ほか編、燈影撰書） 1991
- 『田辺元・野上弥生子往復書簡』（岩波書店） 2002
- 『田辺元・唐木順三往復書簡』（筑摩書房） 2004
- 中川明博「<資料解題> 三宅剛一差出・田辺元宛書簡」『人文』第9号、学習院大学、2010年、73-96頁、ISSN 18817920、NAID 110008921486。
- 『田辺元 社会的現実と救済の哲学』（浦井聡、京都大学学術出版会） 2024